# Bóly
Bóly (Duits: Bohl) is een plaats (város) en gemeente in het Hongaarse comitaat Baranya. Bóly telt 3885 inwoners (2007).

## Voetnoten
1. 1 2  A Magyar Köztársaság Helységnévkönyve, 2007 – Központi Statisztikai Hivatal